# 奥村梨穂
奥村 梨穂（おくむら りほ、2003年5月9日 - ）は、日本のグラビアアイドル。熊本県出身。アイドルグループIIIIIIIDIOMの元メンバー。

## 経歴
2022年12月4日、アイドルグループ「IIIIIIIDIOM」のメンバーとしてデビュー。
2023年8月22日、同月末でのIIIIIIIDIOMからの脱退を発表。
同年11月6日発売の『週刊プレイボーイ』、『ヤングマガジン』にてグラビアデビュー。
2024年4月23日、所属事務所を退所。以降、フリーランスで仕事を継続する。

## 人物
- 趣味・特技はツムツム、YouTubeを見ること、料理、白目、ウィンク。

## 書籍

### デジタル写真集
- 神ボディ、見つかる（2023年11月6日、集英社）